# Fancy (red social)
Fancy es una red Social, tienda web y aplicación móvil creada por Joseph Einhorn. El sitio de e-commerce con sede en Nueva York permite atrer a los usuarios para compras socialmente orientadas a través de imágenes las cuales pueden compartirse y comentarse.
Los usuarios pueden comprar productos que ven de manera directa en el sitio web, que actúa como intermediario entre el consumidor y el vendedor.
En julio del año 2013, Bloomberg anunció que Fancy había recaudado $53 millones de dólares en fondos, valuando a la compañía en aproximadamente $600 millones de dólares.

## Historia

### Thingd
Thingd es la empresa matriz de Fancy. Thingd es un diminutivo de Thing Daemon. En un artículo de TechCrunch en el año 2010, el CEO Joseph Einhorn resumió la misión de la compañía como "Nosotros queremos construir una base de datos de todas las cosas en el mundo".” Thingd aspira a ser el coleccionador de objetos en la web, desde lentes de sol Gucci hasta historietas coleccionables.

### Creación y crecimiento
Fancy fue creada originalmente como "un blog de fotografía de uso exclusivo con invitación, en donde más de 5000 creadores de estilo y celebridades subieran y taggearan fotos de sus posesiones, al igual que artículos que quisieran obtener”. Hasta que hicieron su página pública.
En octubre del año 2012 ComScore anunció que Fancy había crecido un 25% desde su lanzamiento y que estaba estimado a valer $100 millones de dólares.
Desde julio de 2013, Fancy está valuado en aproximadamente $600 millones de dólares.

### Compra de fancy.com
Fancy compró Fancy.com en junio de 2013 y la compañía cambió su nombre de "The Fancy" a "Fancy"."

### Uso
La mayoría de los visitantes de Fancy vienen de los Estados Unidos, primordialmente consisten en mujeres de entre las edades de 18 y 24 años. Visitantes de Estados Unidos alcanzan un 28% de las visitas a Fancy.com, pero Fancy también tiene seguidores internacionales. Visitantes de India, Francia y China representan el 7.8%, 6.5% y 5.2% respectivamente del tráfico total de la página.

## Características

### Contribución
Para contribuir, los usuarios utilizan una herramienta conocida como "Bookmarklet" en sus navegadores de red. Cuando encuentran algo interesante que compartir, los usuarios usan el bookmarklet para seleccionar una imagen, describirla, y luego añadirla a su información personal, y es ligada automáticamente a la página en donde fue hallada. Los usuarios también pueden subir imágenes y describirlas dentro de subcategorías como hombre, mujer, niños, mascotas, casa, electrónicos, arte, comida, medios y otros. Los usuarios también pueden seguir a quienes tengan gustos similares. " Los usuarios que generan mucho interés son reconocidos con títulos honorarios como "editor" o "director de arte" por su destreza.".
Fancy también tiene aplicaciones móviles para iPad, iPhone, teléfonos de Windows y sistema operativo Android.

### Fancy Box
Fancy Box es un servicio de subscripción mensual en el cual el usuario paga $39 dólares para recibir una caja con diferentes productos disponibles en Fancy, el valor total de los artículos es de $80 dólares o más. Fancy permite que las cajas sean personalizadas por categorías como, hombre, mujer, hogar, dispositivos electrónicos, medios de comunicación y más.

### Regalar
Fancy ayuda a los usuarios a obtener ideas de que productos regalar a través de su etiqueta "Gift". Los usuarios pueden enviar una "Fancy Box" con valor de hasta $60 dólares, o buscar ideas de regalos según color o precio, con rangos desde $1-20 dólares hasta más de $500 dólares. Fancy también ofrece Guías de Regalos como Regreso a Clases, para Él, Aniversario y Escapadas de Invierno. Finalmente, los usuarios pueden ver "Recomendaciones" de regalos, al enviar una descripción personalizada de lo que se desea y la persona elegida a recibir el regalo.

### Promociones
Los usuarios reciben un $1 dólar por cada amigo que suscriban a la página y $10 dólares cuando éste compra algo en un plazo de 60 días.
Fancy también está asociado con American Express para promover su sitio. Desde el 31 de octubre de 2012, Amex brinda un crédito de $20 dólares por cada $100 gastados en Fancy y pagados con American Express. La tarjeta debe de estar sincronizada con Twitter; se debe de mandar un tuit usando #AmexTheFancyOffer, y se recibe un tuit de vuelta validando esta oferta por la cuenta @amexsync antes de recibir el crédito.
Desde el 9 de julio de 2012, Fancy empezó a ofrecer recompensas en efectivo a usuarios que compartieran cosas que les gustaran. En cualquier momento que los usuarios compartan un producto en Fancy, ellos recibirán un enlace de referencia. Cuando alguien desde esa liga haga la compra, el usuario original que compartió el producto obtiene un 2% de descuento en forma de crédito en su cuenta. Fancy ha creado un conteo específico designado para contabilizar todas las ganancias que se tienen mediante ligas de enlace. El fundador Joseph Einhorn expresó en una entrevista con VentureBeat que "la meta es evolucionar la manera en que opera el comercio social". Añadió que la compañía quiere "recompensar a los usuarios que crean valor para nosotros al organizar sus artículos favoritos y ayudar a otros a descubrir nuevas cosas increíbles".

## Finanzas